# Girls Club
Girls Club es una serie de televisión estadounidense creada por David E. Kelley y trasmitida durante el 2002 en la cadena FOX. Tuvo solo dos capítulos al aire.

## Reparto
- Gretchen Mol -- Lynne Camden
- Kathleen Robertson-- Jeannie Falls
- Chyler Leigh -- Sarah Mickle
- Armin Shimerman --Edmund Graves

- Datos: Q8964141